# Bérig-Vintrange
Bérig-Vintrange är en kommun i departementet Moselle i regionen Grand Est (tidigare regionen Lorraine) i nordöstra Frankrike. Kommunen ligger i kantonen Grostenquin som tillhör arrondissementet Forbach. År 2022 hade Bérig-Vintrange 213 invånare.

## Befolkningsutveckling
Antalet invånare i kommunen Bérig-Vintrange
| Referens: INSEE |